# Référendum constitutionnel russe de 2020
Le référendum constitutionnel russe de 2020, nommé officiellement vote de tous les Russes, a lieu du 25 juin au 1er juillet 2020 en Russie afin que la population se prononce sur l'adoption de plusieurs amendements à la Constitution proposés par le président Vladimir Poutine, dont un lui permettant notamment d'effectuer deux autres mandats de six ans à partir de 2024. Initialement prévu pour le 22 avril 2020, il est reporté en raison de la progression de la pandémie de la covid-19.
Outre la remise à zéro du compteur des mandats effectués par Vladimir Poutine et quelques retouches du système institutionnel, les amendements comportent plusieurs mesures sociales concernant notamment les retraites et l'État-providence, ainsi que d'autres plus conservatrices comme l'interdiction du mariage homosexuel, l'enseignement patriotique à l'école et la mention explicite de la foi en Dieu de la population russe. Ils établissent également l'immunité pour les présidents sortants et la primauté de la Constitution russe sur le droit international.
Les amendements sont votés sans surprise par une large majorité des votants, près de 78 % s'exprimant en faveur. Étalé sur une semaine, le vote a été marqué par de multiples irrégularités.

## Contexte

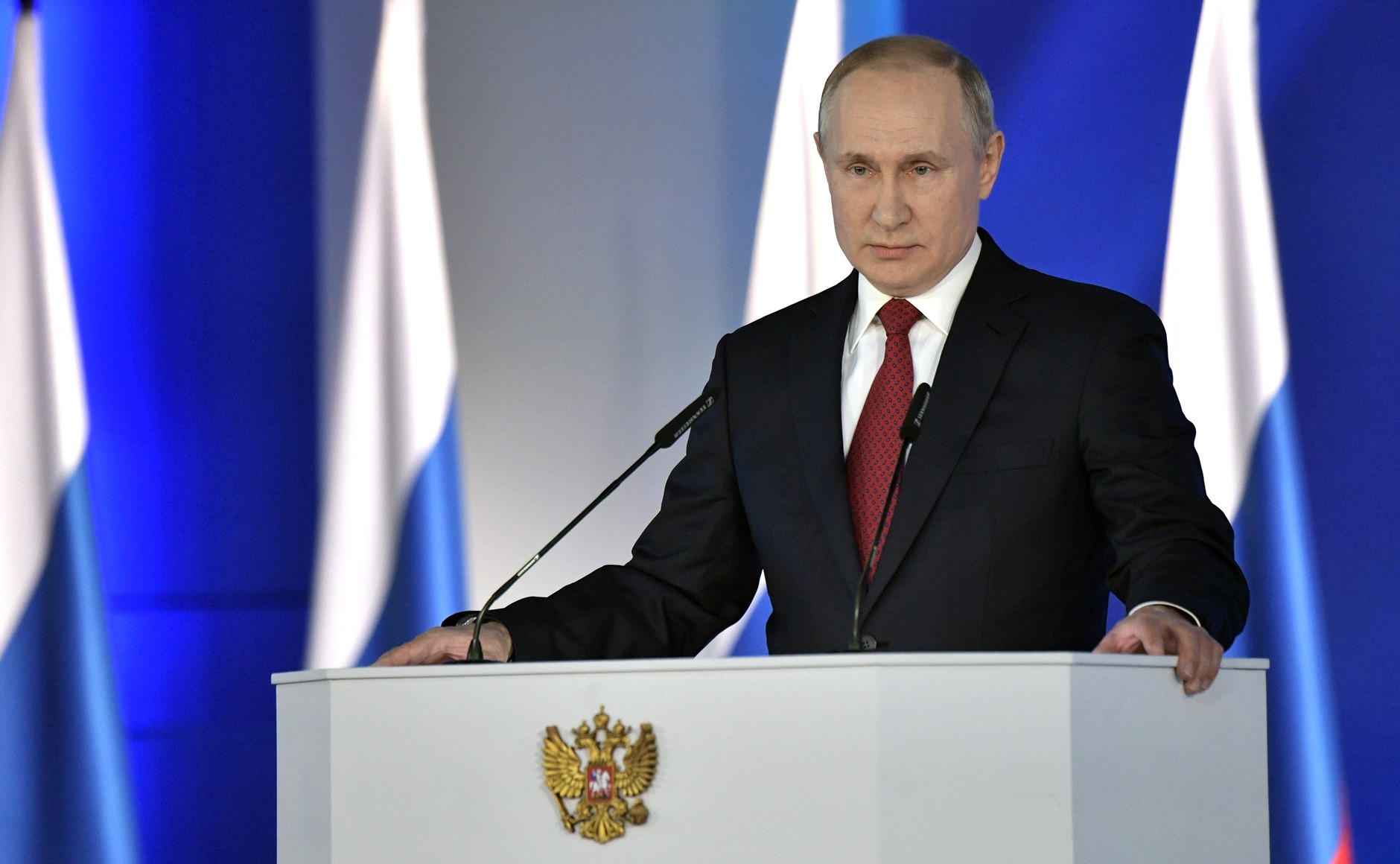
Le président russe Vladimir Poutine s'adressant au parlement en janvier 2020.

La possibilité de mettre en œuvre plusieurs amendements de la Constitution russe est pour la première fois évoquée par le président Vladimir Poutine le 19 décembre 2019 au cours d'une conférence de presse. Sont notamment mentionnés le renforcement du rôle du parlement ainsi que la suppression de la clause limitant les mandats présidentiels à deux mandats « consécutifs »,.
Le président russe aborde à nouveau le sujet lors de son discours au parlement du 15 janvier 2020, au cours duquel il appelle également à l'introduction d'amendements visant à améliorer la politique sociale de l'État et le fonctionnement de l'administration publique. Il fait immédiatement suivre son discours par la formation d'un groupe de travail de 75 membres composés de politiciens, de légistes et de professeurs, puis présente la liste des projets d'amendements à la chambre basse le 15 janvier suivant,. Adoptés en première lecture, ils s'en voient ajouter plusieurs autres juste avant la deuxième lecture, la plus importante des trois lectures précédant le vote final par les deux chambres du parlement ainsi que celui d'au moins deux tiers des sujets fédéraux. Les amendements franchissent une à une ces étapes avant d'être validés par la Cour constitutionnelle le 16 mars, conduisant à l'organisation d'un référendum constitutionnel.
Initialement prévu pour le 22 avril 2020, le référendum est cependant reporté au 1er juillet 2020 en raison de la progression de la pandémie de la covid-19 dans le pays,. Le scrutin est également précédé de sept jours de votes par correspondance afin de limiter la présence des électeurs dans les bureaux de vote. Dans l'Oblast de Nijni Novgorod et dans la capitale Moscou, les électeurs peuvent également voter en ligne à partir du 25 au 30 juin.  En raison de la pandémie, la participation physique au scrutin dans les bureaux de vote est elle-même étalée dans le temps et démarre dès le 25 juin dans l'est du pays afin de permettre aux électeurs d'être moins présents en même temps dans les bureaux de vote.

## Dénomination
Le référendum est officiellement appelé « vote de tous les Russes » afin de contourner la loi référendaire fédérale russe de 1995 qui impose que les amendements d'une révision constitutionnelle soumis à « référendum » soient votés individuellement par les électeurs. La loi impose également au gouvernement organisant un référendum de se conformer à des standards internationaux en matière de vote libre et équitable. La procédure de révision contenue dans la Constitution en elle-même ne mentionne pour sa part qu'une obligation d'un « vote national » pour lequel est requis une majorité absolue de suffrages exprimés en faveur de la révision ainsi qu'un quorum de participation de 50 % des inscrits, sans utiliser le terme de référendum. Ce vide juridique permet au gouvernement de Vladimir Poutine de procéder à une révision par un « vote de tous les Russes » répondant aux critères de la Constitution sans être contraints ni par elle ni par les termes de la loi de 1995. La commission électorale russe confirme ainsi que le « vote de tous les Russes » n'est pas lié par l'obligation du franchissement du quorum d'inscrits. Le gouvernement n'est soumis à aucune obligation d'assurer une représentativité aux opposants au référendum, qu'ils proviennent de partis ou de la société civile, ni à une obligation d'assurer l'accès au scrutin par les observateurs.
L'absence d'utilisation officielle du terme de référendum bénéficie par ailleurs d'un précédent, l'adoption de la Constitution en octobre 1993 ayant officiellement eu lieu par le biais d'un « vote national ». Cependant, tant en 2020 qu'auparavant en 1993, le terme de référendum est couramment employé en dehors des textes officiels.

## Contenu

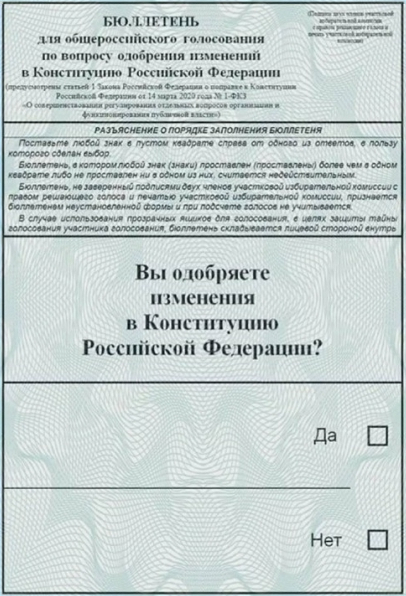
Le bulletin de vote utilisé.

Les amendements portent sur le contenu de quatorze articles au total,,,.

### Pouvoir exécutif
- Un amendement de dernière minute fait l'objet d'une attention particulière. Celui-ci prévoit de modifier l'article interdisant d'effectuer plus de deux mandats présidentiels consécutifs, en remplaçant celui-ci par une limite à un maximum de deux mandats, sans possibilité d'en effectuer d'autres par la suite. Bien que plus stricte, cette nouvelle limitation est assortie d'une mention remettant explicitement à zéro le compteur du nombre de mandats présidentiels passés ou en cours, permettant à Vladimir Poutine, qui effectue alors lui-même un deuxième mandat consécutif, d'être éligible pour deux mandats supplémentaires[19].
- Les candidats à la présidence doivent avoir vécu en Russie depuis au moins vingt-cinq ans, contre dix auparavant[6].
- Les personnes occupant des positions importantes en lien avec la sécurité de l’État — tels que les membres des pouvoirs exécutif ou judiciaire du gouvernement fédéral ou des sujets de Russie — ne peuvent posséder la nationalité ou un permis de résidence permanente d'un autre pays, ni y posséder un compte en banque ou des avoirs. Dans le cas du président, l'interdiction de la double nationalité ou du permis de résidence s'applique également au passé des candidats à la présidence, sans limite de durée[6].
- Les pouvoirs du Conseil d'État sont renforcés et inscrits dans la Constitution. Organe jusque-là consultatif créé en 2000, celui-ci en était auparavant absent. Le Conseil d'État est formé par le président, dont il reçoit ses directives[20].
- L'immunité des présidents sortants, auparavant l'objet d'une simple loi fédérale, est inscrite dans la constitution. Les anciens présidents deviennent membres à vie du Conseil de la fédération[6].
- Le président obtient le droit de révoquer le Premier ministre (qu'il ne pouvait initialement que nommer) et les membres de la Cour constitutionnelle[6].

### Pouvoir législatif
- La Douma d'État, la chambre basse du parlement russe, confirme le choix du Premier ministre et des ministres fédéraux, proposés par le président, sauf ceux chargés de la Sécurité nationale, de la Défense, de l'Intérieur et des Affaires étrangères pour lesquels le Conseil de la fédération est consulté[6].
- Le président nomme les dirigeants des agences gouvernementales en relations avec l'application des lois en concertation avec le Conseil de la fédération.
- Les membres du Conseil de la fédération — composé de deux membres désignés par chaque sujet — prennent le nom de sénateur. Le Conseil se voit adjoindre des sénateurs représentant l'État fédéral, nommés par le président. Les anciens présidents de la fédération deviennent également de droit sénateur à vie, à leur demande.

### Pouvoir judiciaire

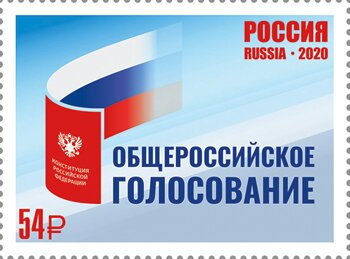
Timbre dédié au référendum, mis en circulation le 11 juin 2020.

- La Cour constitutionnelle peut effectuer un contrôle de constitutionnalité sur une loi adoptée par le parlement fédéral sur demande du président, avant sa signature[21].

### Pouvoirs fédéraux
- La Constitution russe prévaut explicitement sur toute loi internationale. Les décisions des organismes supranationaux en matière d'application des traités internationaux signés par la Russie ne peuvent s'appliquer dans le pays si elles entrent en contradiction avec la Constitution fédérale ou entraînent des restrictions des droits de l'homme[22],[23].
- La juridiction de l'État fédéral est renforcée et étendue sur plusieurs points dont l'organisation des pouvoirs publics, la sécurité des individus, la recherche technique et scientifique, le domaine spatial, l'agriculture, la mise en place d'un système légal commun en matière d'éducation et de santé et la protection de l'institution du mariage en tant qu'union entre un homme et une femme[24],[25].
- La Fédération russe maintient et renforce la paix et la sécurité internationale, assure la coexistence pacifique entre les pays et les peuples et empêche les interférences étrangères dans la conduite des affaires intérieures de la Russie.

### Rôle social de l'État
- Le rôle d'État-providence de l'État fédéral est ajouté explicitement en matière de couverture sociale, de programmes sociaux et des revenus associés.
- Le salaire minimum ne peut être inférieur au revenu minimum de subsistance[6].
- Les retraites sont réindexées chaque année[6].

### Éducation et culture
- La prise en charge de l'éducation des enfants par l'État est une priorité de la politique nationale.
- L'État assure la protection de la culture russe, décrite comme un héritage unique de la nation multiethnique russe.
- L'État veille à la protection de la vérité historique et au respect des hauts faits des défenseurs de la patrie[26]. Le dénigrement de ces derniers est interdit.
- L'État a le devoir de soutenir les compatriotes vivant à l'étranger dans l'exercice de leurs droits, la défense de leurs intérêts et la préservation de l'identité culturelle russe.
- La foi en Dieu des Russes est explicitement mise en avant.
- Le mariage est décrit comme étant uniquement l'union d'un homme et d'une femme.

## Conditions
Pour être reconnus valides, les amendements constitutionnels sont soumis à des impératifs différents  en fonction des parties de la constitution qu'ils concernent. Si ceux touchant aux chapitres 1, 2 et 9 de la constitution ne nécessitent qu'un contrôle de constitutionnalité préalable de la part de la Cour constitutionnelle de la fédération de Russie, ceux touchant aux chapitres 3 à 8 requiert que le référendum soit validé par la majorité absolue de l'ensemble des suffrages, y compris les votes blancs et nuls. Ces derniers ne sont par ailleurs pas différenciés l'un de l'autre par la commission électorale,,,.

## Résultats
| Choix                    | Votes       | %     |  |
| ------------------------ | ----------- | ----- |  |
| Pour                     | 57 747 288  | 77,92 |  |
| Blancs et nuls           | 604 951     | 0,82  |  |
| Contre                   | 15 761 978  | 21,27 |  |
|                          |             |       |  |
| Votes valides            | 73 509 266  | 99,18 |  |
| Votes blancs et nuls     | 604 951     | 0,82  |  |
| Total                    | 74 114 217  | 100   |  |
| Abstention               | 35 076 120  | 32,12 |  |
| Inscrits / Participation | 109 190 337 | 67,88 |  |

« Approuvez vous les modifications constitutionnelles proposées ? »
| Pour 57 747 288 (77,92 %) |  |  |  | Contre 15 761 978 (21,27 %) |
| ▲                         |  |  |  |                             |
| Majorité absolue          |  |  |  |                             |

### Cartes

Participation par sujet fédéral.
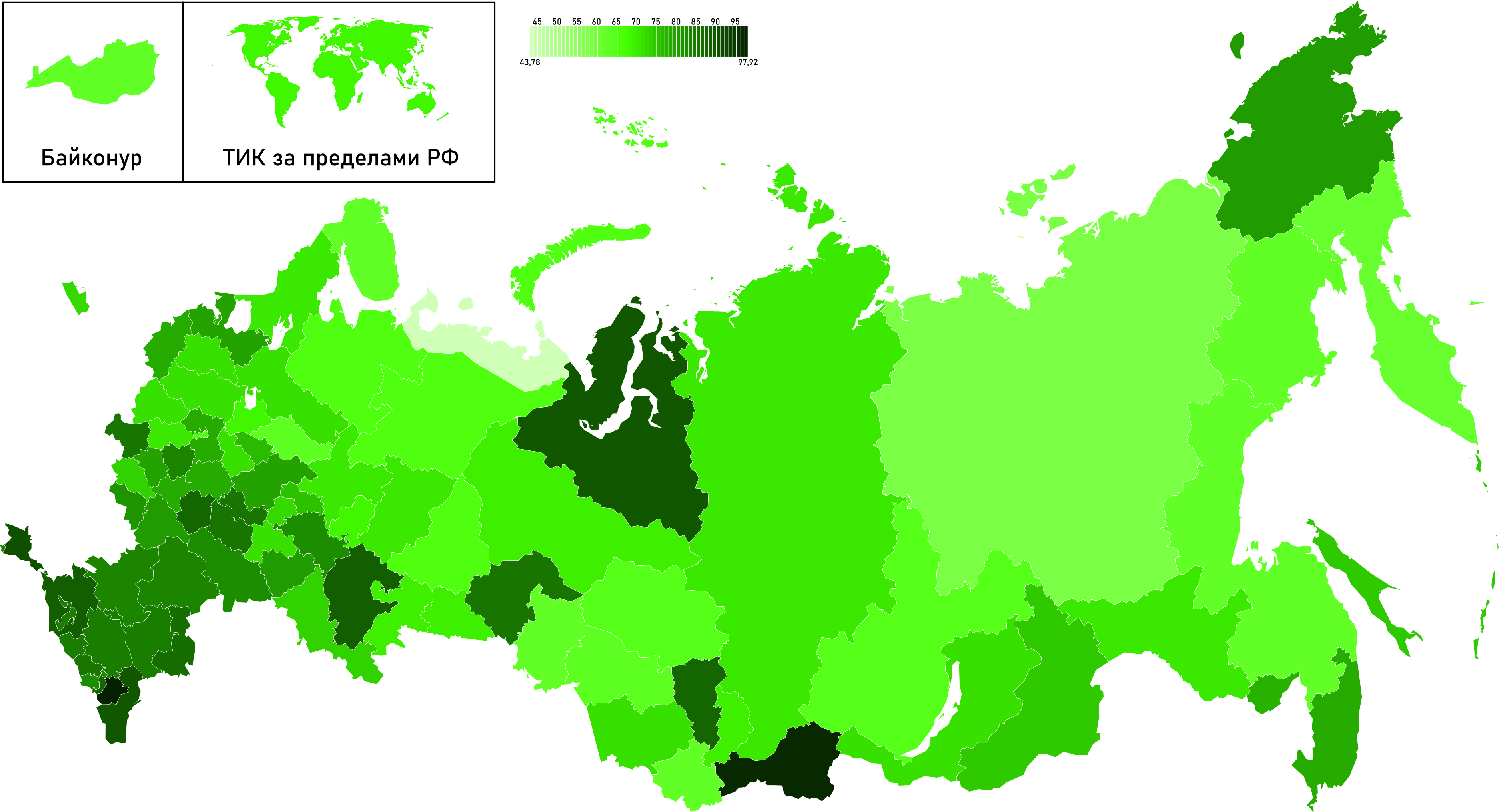
Votes Pour par sujet fédéral.
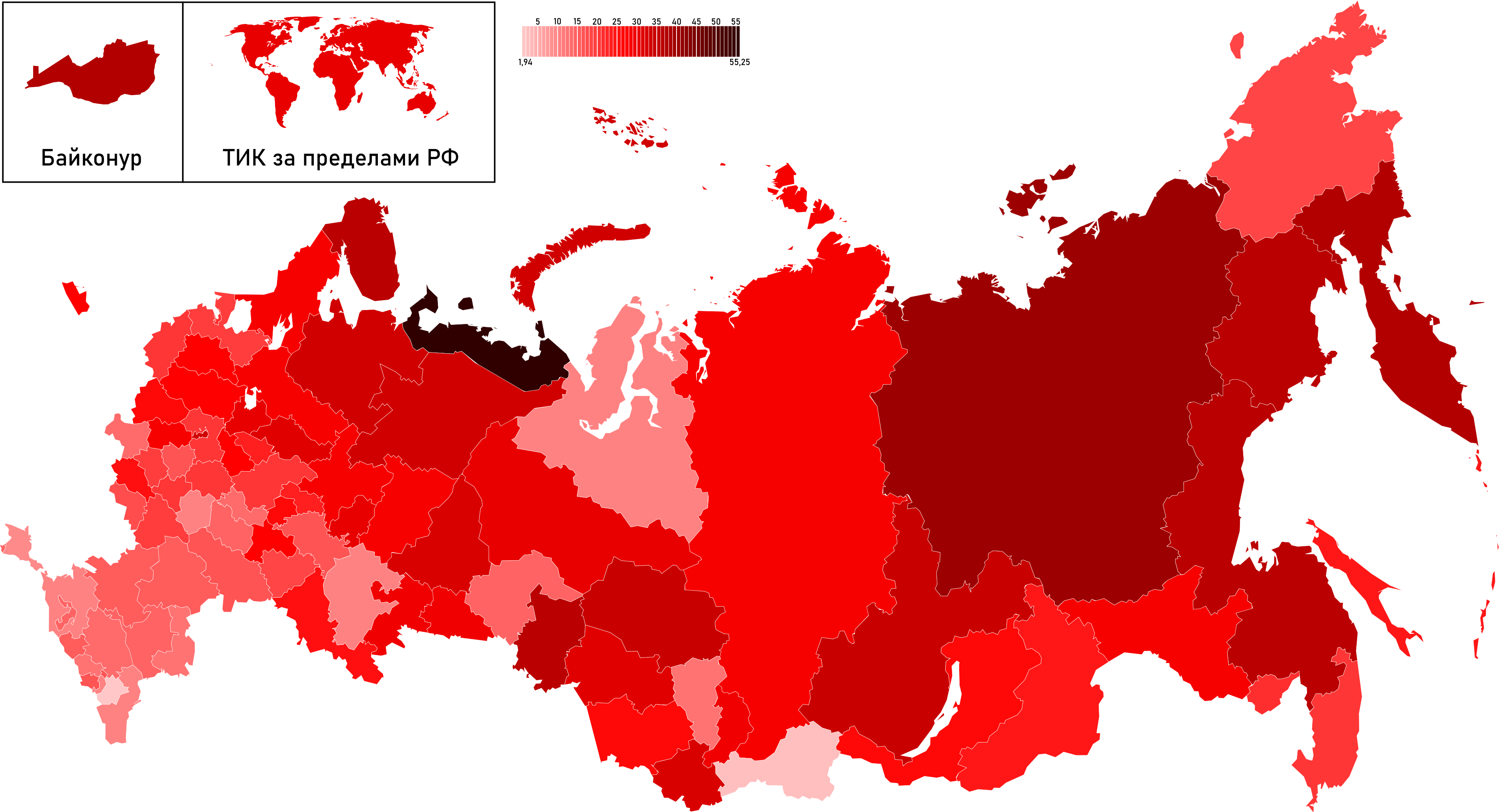
Votes Contre par sujet fédéral.

## Analyse et conséquences

Résultat par sujet fédéral.

La population vote largement en faveur de la série d'amendements. Sur les 85 sujets de la fédération de Russie, seule la Nénétsie vote contre. Ce résultat est attribué à un vote contestataire dû au projet controversé de fusion du district autonome avec l'Oblast d'Arkhangelsk dont il dépend. À l'opposé, la Tchétchénie, dont le gouverneur autocrate Ramzan Kadyrov s’était auparavant illustré en appelant à élire Vladimir Poutine président à vie, vote à près de 98 % en faveur des amendements.
Le référendum a été marqué par de multiples irrégularités,. Certains bureaux de vote ont été installés en plein air (des cours, des terrains de jeux, un caddie de supermarché, un coffre de voiture, une souche d'arbre, etc.) suscitant l'ironie des réseaux sociaux,,,,.
Les amendements de la constitution prennent effet le 4 juillet, après la signature la veille par le président Poutine du décret présidentiel. Le président de la Douma, Vyacheslav Volodin, annonce dans la foulée que la chambre va décaler ses vacances d'été afin de commencer immédiatement à travailler sur les lois destinées à leur mise en application. Celle concernant la remise à zéro du compteur des mandats effectués par Vladimir Poutine est adoptée par la Douma le 24 mars 2021 et signée par le président le 5 avril suivant.